# Microregione di Itanhaém
Itanhaém è una microregione dello Stato di San Paolo in Brasile, appartenente alla mesoregione di Litoral Sul Paulista.

## Comuni
Comprende 5 comuni:
- Itanhaém
- Itariri
- Mongaguá
- Pedro de Toledo
- Peruíbe